# Estación de Langa de Duero
Langa de Duero fue una estación de ferrocarril situada en el municipio español de Langa de Duero, en la provincia de Soria. Las instalaciones formaban parte de la línea Valladolid-Ariza y estuvieron en servicio entre 1895 y 1994.

## Historia
Tras varios años de obras, la línea Valladolid-Ariza fue abierta al tráfico en 1895. Los trabajos de construcción corrieron a cargo de la compañía MZA, que en el municipio de Langa de Duero levantó una estación de 3.ª clase. Además de un edificio de viajeros, el complejo ferroviario disponía de un muelle de mercancías, dos depósitos de agua, dos grúas hidráulicas, etc. 
En 1941, con la nacionalización del ferrocarril de ancho ibérico, las instalaciones pasaron a manos de RENFE. En 1979 la estación fue rebajada a la categoría de apeadero-cargadero, reflejo de la decadencia que por entonces ya atravesaba la línea. En enero de 1985 las instalaciones, al igual que ocurrió con el resto de la línea, fueron clausuradas al tráfico de pasajeros. La antigua estación fue reclasificada como cargadero y se mantuvo todavía operativa para el tráfico de mercancías, debido a la importante presencia vinícola-industrial en la zona. Dejó de prestar servicio con la clausura definitiva de la línea en 1994.
En la actualidad las instalaciones se encuentran rehabilitadas y en buen estado de conservación.